# 후쿠시마타카마쓰역
후쿠시마타카마쓰역(일본어: 福島高松駅)은 일본 미야자키현 구시마시에 위치한 규슈 여객철도 니치난 선의 철도역이다. 상대식 승강장 2면 2선의 구조를 갖춘 지상역이다.

## 이용 현황
| 승차 인원 추이 | 승차 인원 추이 |
| 연도           | 1일 평균       |
| -------------- | -------------- |
| 2002           | 5              |
| 2003           |                |
| 2004           | 8              |
| 2005           | 5              |
| 2006           | 4              |
| 2007           | 1              |
| 2008           | 2              |
| 2009           | 1              |
| 2010           | 1              |
| 2011           | 2              |
| 2012           | 2              |

## 역 주변
- 다카마쓰 해안
- 국도 제220호선

## 역사
- 1949년 9월 15일 : 후쿠시마타카마쓰 가정류장으로서 개업. 역명의 유래는 구 다카마쓰 정에서 이름을 따왔다.
- 1950년 1월 10일 : 역으로 승격. 후쿠시마타카마쓰역으로 되다.
- 1962년 8월 1일 : 역무원 무배치화.
- 1987년 4월 1일 : 일본국유철도 분할 민영화에 의해, 규슈 여객철도가 승계.

## 인접 역
| 니치난 선                            | 니치난 선   | 니치난 선                |
| ------------------------------------ | ----------- | ------------------------ |
| 후쿠시마이마마치 미나미미야자키 방면 | ■ 니치난 선 | 오스미나쓰이 시부시 방면 |